# 325. Sicherungs-Division (Wehrmacht)
Die 325. Sicherungs-Division (auch Wach Paris) war eine deutsche Infanteriedivision im Zweiten Weltkrieg.

## Divisionsgeschichte
Die Division wurde am 31. August 1942 im Raum Paris in Frankreich mit der Kontrollaufgabe über alle Verteidigungs- und Sicherungseinheiten in der französischen Hauptstadt aufgestellt. Ihr Kommandeur war in Personalunion zugleich Kommandant von Groß-Paris und Divisionskommandeur. Es war die einzige Sicherungs-Division, welche an der Westfront eingesetzt wurde.
Im August 1944 erfolgte zur Verteidigung von Paris die Unterstellung des Verbands unter die 1. Armee. Der Verband bestand zu dieser Zeit aus ca. 27.000, meist kampfunerfahrenen, Soldaten. Hitler hatte der Division den Auftrag zur Zerstörung der Stadt gegeben, der damalige Stadtkommandant Dietrich von Choltitz und auch der Divisionskommandeur widersetzten sich dem Befehl. Bei der Eroberung von Paris entkamen ein Großteil der Divisionsangehörigen. Weil die Division damit den Einsatzzweck verloren hatte, wurden diese auf andere Einheiten verteilt, und existierte formal ab Mitte Dezember 1944 nicht mehr. Nach dem Rückzug aus Frankreich wurde die Einheit am 8. Januar 1945 dann letztendlich aufgelöst.
Kommandeur der Einheit war erst Generalmajor Walter Brehmer und ab Mai 1943 formal bis zur Auflösung Wilhelm von Boineburg-Lengsfeld.

## Gliederung
1943
- Sicherungs-Regiment 1
- Sicherungs-Regiment 5
- Sicherungs-Regiment 6
- Sicherungs-Regiment 190
  - Landesschützen-Bataillon 425
  - Landesschützen-Bataillon 541
  - Landesschützen-Bataillon 620

- Artillerie-Regiment 325
- Füsilier-Kompanie 325
- Panzerjäger-Kompanie 325
- Pionier-Kompanie 325
- Nachrichten-Kompanie 325
- Divisions-Nachschubtruppen 325

1944
- Sicherungs-Regiment 1
- Sicherungs-Regiment 5
- Sicherungs-Regiment 6
- Sicherungs-Regiment 190
- Transport Begleit-Regiment Paris